# Al-Muslimijja asz-Szamalijja
Al-Muslimijja asz-Szamalijja (arab. المسلمية الشمالية) – miejscowość w Syrii, w muhafazie Aleppo. W 2004 roku liczyła 2690 mieszkańców.